# Domaszowice Wikaryjskie

Dzielnice i osiedla Kielc, Domaszowice Wikaryjskie mają na mapie nr 42

Domaszowice Wikaryjskie – część Kielc, która niegdyś wraz z Domaszowicami w gminie Masłów tworzyła jedną wieś. Obecnie te dwa obszary rozgranicza ulica Sandomierska (do 2011 roku fragment drogi krajowej nr 74).

## Komunikacja
Główną ulicą w Domaszowicach Wikaryjskich jest ulica Wikaryjska. Po wielu latach, w 2010 roku ulica ta została wylana asfaltem, ułożono media oraz wykonano oświetlenie ulicy. Przez ulicę nie przejeżdżała komunikacja miejska, gdyż wcześniej nie było takiej możliwości ze względu na stan drogi. Podczas prac remontowych ulicy Zagórskiej, puszczono przez ulicę Wikaryjską autobusy linii 8, którego następstwem było umiejscowienie przystanków autobusowych na tej ulicy. Obecnie przez ulicę przejeżdżają autobusy linii 109 do pętli na Zagórzu. Pod wpływem zmian zapowiedzianych latem 2020 roku przez ZTM Kielce z osiedla zniknęły linie: 8 i 109. W zamian zaczęły kursować linie 14 i 28. W związku z pracami remontowymi na pętli Zagórze, linie 14 i 21 zostały przekierowane do ulicy Zagórskiej, a osiedle straciło ważne połączenie – linię 21. W trakcie robót na prośbę mieszkańców wydłużono linię 21 do skrzyżowania z drogą do Mójczy. Po zakończeniu remontu linia 14 pozostała na funkcjonującej trasie, natomiast linia 21 została przekierowana do nowej pętli Zagórze.
Linie autobusowe, kursujące przez ulicę Sandomierską w stronę Kielc:
- F Trasa: Cedzyna cmentarz – Os. Na Stoku
- Z Trasa: Cedzyna cmentarz – Os. Podkarczówka
- 10 Trasa: Ciekoty Żeromszczyzna – Dworzec Autobusowy
- 14 Trasa: Niestachów (lub wariant z Zagórza) – Dworzec Autobusowy
- 26 Trasa: Cedzyna zalew – Os. Ślichowice
- 38 Trasa: Kolberga – Mąchocice Kapitulne/Dolna (lub wariant z Masłowa Drugiego, lub Woli Kopcowej)
- 41 Trasa: Krajno – Dworzec Autobusowy
- 43 Trasa: Skorzeszyce – Dworzec Autobusowy
- 47 Trasa: Krajno – Dworzec Autobusowy

Linie autobusowe, obsługujące pętlę na Zagórzu:
- 21 Trasa: Zagórze – Kruszelnickiego (lub wariant do Targów Kielce)